# Xinsi, Zhang
Xinsi är en köping i nordvästra Kina. Den ligger i Zhang härad i staden Dingxi i provinsen Gansu, omkring 170 kilometer sydost om provinshuvudstaden Lanzhou. Antalet invånare är 22 829. Befolkningen består av 10 971 kvinnor och 11 858 män. Barn under 15 år utgör 19,0 %, vuxna 15-64 år 74 %, och äldre över 65 år 6,0 %.